# Starý městský hřbitov v Písku
Starý městský hřbitov v Písku je bývalý hlavní městský hřbitov v Písku. Nachází se v centrální středověké části města, v ulici Na Výstavišti u břehu řeky Otavy, nedaleko píseckého Kamenného mostu.

## Historie
Starší městský hřbitov se rozkládal okolo děkanského kostela Narození Panny Marie. Nový hřbitov byl zřízen v roce 1576 na darovaném královském pozemku druhém břehu řeky při dostavěné pozdně gotické Kapli Nejsvětější Trojice jako hlavní městský hřbitov. V areálu se nacházela řada hrobek významných obyvatel Písku. Na počátku 20. století bylo rozhodnuto o zřízení nového pohřebiště umístěného mimo centrum města. V letech 1932 až 1933 byl v severovýchodní části města na úbočí Píseckých hor nový, Lesní hřbitov, podle návrhu architekta. Předobrazem tohoto projektu byl o několik let starší Lesní hřbitov ve Zlíně. Na starém městském hřbitově se pohřbívalo až do roku 1950.
K likvidaci starého hřbitova a vybudování Pietního parku došlo v roce 1973. K zpřístupnění upraveného parku a objektu kostela pro veřejnost došlo v roce 1977. Kostel nadále slouží jako společenská a kulturní síň. Těsně západně vedle hřbitova byl v 70. letech 20. století postaven městský zimní stadion.
V Písku se nenachází krematorium, ostatky zemřelých byly a jsou zpopelňovány povětšinou v krematoriích v Českých Budějovicích či v Blatné.

## Hroby významných osobností

### Zachované hroby
- August Sedláček (1843–1926) – historik a spisovatel
- Otokar Ševčík (1852–1934) – houslista a pedagog
- Antonie Bollardová (1849–1893) – divadelní herečka a zpěvačka
- Tomáš Šobr (1813–1876) – první český purkmistr města
- František Rudolf Bezděka (1813–1871) – učitel a národní buditel
- MUDr. František Kendík (1883) – vrchní štábní lékař
- Karel Ninger (1827–1914) – český vlastenec, učitel češtiny Mikoláše Alše a jeho bratra
- Slavibor Kalousek (1875–1901) – konceptní praktikant a statistik, syn pražského historika profesora Josefa Kalouska
- Václav Vetterle (†1900) – majitel první tiskárny v Písku, vydavatel časopisu Poutník od Otavy
- Max Hájek (1835–1913) – poslanec Českého zemského směmu a Říšské rady
- gen. Otakar Kendík (1871–1929) – generál Československé armády